# 2012年のインディカー・シリーズ
2012年のインディカー・シリーズは、インディカー・シリーズの17年目のシーズンとなる。

## 前年からの変更点など
- これまで長年使用されたシャシー規定が変更され、新たにダラーラ製シャシー『DW12』が導入される。モノコックなど基本部分はダラーラのワンメイクになるが、エアロパーツ等一部は各メーカーが自由に供給できることになっている。しかし、2012年についてはダラーラのエアロパッケージを全チームが使用する。なお、シャシー名のDWとは、新シャシーのテストドライブを行い、前年最終戦ラスベガスで事故死したダン・ウェルドンのイニシャルから取られたものである。（ウェルドンの事故死とシャシー名に直接の因果関係はない）
- また、エンジンも自然吸気エンジンからターボエンジンに変更となった。 前年まではホンダの事実上のワンメイクであったが、ホンダ（HPD）に加えシボレーがイルモアと手を組む形で復帰、またロータスがジャッドの協力のもと新たに参戦する。
- エンジン供給メーカーが複数になったことによりエンジンメーカーのタイトルである『マニュファクチャラーズ・チャンピオンシップ』が事実上復活。各レースのメーカー別最上位の順に9-6-3の各ポイントが与えられてタイトルを競うことになる。前年（ホンダのワンメイク時代）まで採用されていた「プッシュ・トゥ・パス」はシーズン前半には導入されなかったが、後半のロード/ストリートコースでのイベントで導入された。
- 前年発表されていたとおりツインリンクもてぎでのレースが前年で終了[2]。またニューハンプシャー、ダン・ウェルドンの事故死の影響でラスベガスが、それぞれ前年復活したものの1年でスケジュールから外れ、ケンタッキーでのレースもスケジュールから抜けた。一方、デトロイトのベル・アイル・パーク市街地コースとフォンタナのオートクラブ・スピードウェイ（旧称カリフォルニア・スピードウェイ）でのレースが復活する。中国青島市の市街地コースでのレースが初開催される予定だったが、6月にキャンセルされた。その代替イベントは組まれず、当初16戦の予定だったイベントは15戦になった。
- ニューハンプシャー・ラスベガスと同様に前年復活したミルウォーキーも当初はカレンダー落ちとされていたが、追加レースとして今年も継続開催されることになった。しかし、オーバルコースでのレースはロード/ストリートコースでのレースが行われるようになって以降最少の5レースとなった。
- 前年2イベント制で行われたテキサスでのレースは1イベントに戻される。また、アイオワでの予選はグループ分けのためのプラクティスを経た上で「予選レース」によって行われる（後述）。
- 前年に議論された「ダブルファイル・リスタート」（二列リスタート）はロード/ストリートコースおよび低速オーバル（ミルウォーキー、アイオワ）では継続して採用、インディアナポリス、テキサス、フォンタナのような高速オーバルではシングルファイル（一列リスタート）に戻された。
- 主なルール変更として、ロード/ストリートコースでカーボンブレーキディスクが使用可能になり、オーバルではレース中にディフェンスラインをとることができるようになった。
- 日本国内の中継は引き続きGAORAが担当。またアメリカ国内での中継はABCと前年までのバーサスを吸収したNBCスポーツが前年同様分担して担当する。

## 開催スケジュール
| Rd | 開催日  | レース                                   | サーキット                                   | 開催地                           | 開催時刻 (ET) |
| -- | ------- | ---------------------------------------- | -------------------------------------------- | -------------------------------- | ------------- |
| 1  | 3月25日 | セントピーターズバーグ・グランプリ       | セントピーターズバーグ市街地コース           | フロリダ州セントピーターズバーグ | 12:30 p.m.    |
| 2  | 4月1日  | アラバマ・グランプリ                     | バーバー・モータースポーツ・パーク           | アラバマ州バーミングハム         | 2:00 p.m.     |
| 3  | 4月15日 | ロングビーチ・グランプリ                 | ロングビーチ市街地コース                     | カリフォルニア州ロングビーチ     | 3:30 p.m.     |
| 4  | 4月29日 | サンパウロ・インディ300                  | サンパウロ市街地コース                       | ブラジル、サンパウロ             | 11:00 a.m.    |
| 5  | 5月27日 | 第96回 インディアナポリス500             | インディアナポリス・モーター・スピードウェイ | インディアナ州スピードウェイ     | 11:00 a.m.    |
| 6  | 6月3日  | デトロイト・ベルアイル・グランプリ       | ベル・アイル・パーク市街地コース             | ミシガン州デトロイト             | 3:30 p.m.     |
| 7  | 6月9日  | テキサス・インディ550                    | テキサス・モーター・スピードウェイ           | テキサス州フォートワース         | 8:00 p.m.     |
| 8  | 6月16日 | ミルウォーキー・インディフェスト         | ミルウォーキー・マイル                       | ウィスコンシン州ウエスト・アリス | 1:00 p.m.     |
| 9  | 6月23日 | アイオワ・インディ250                    | アイオワ・スピードウェイ                     | アイオワ州ニュートン             | 8:00 p.m.     |
| 10 | 7月8日  | インディ・トロント                       | エキシビション・プレイス市街地コース         | オンタリオ州トロント             | 12:30 p.m.    |
| 11 | 7月22日 | エドモントン・インディ                   | エドモントン市中央空港特設コース             | アルバータ州エドモントン         | 2:00 p.m.     |
| 12 | 8月5日  | インディ200・アット・ミッドオハイオ      | ミッドオハイオ・スポーツカーコース           | オハイオ州レキシントン           | 12:30 p.m.    |
| 13 | 8月26日 | インディ・ソノマ・グランプリ             | ソノマ・レースウェイ                         | カリフォルニア州ソノマ           | 4:00 p.m.     |
| 14 | 9月2日  | ボルチモア・グランプリ                   | ボルチモア市街地コース                       | メリーランド州ボルチモア         | 2:00 p.m.     |
| 15 | 9月15日 | インディカー・ワールドチャンピオンシップ | オートクラブ・スピードウェイ                 | カリフォルニア州フォンタナ       | 8:00 p.m.     |

※ET＝東部標準時（日本より14時間遅れ、夏時間採用時は13時間遅れ）
- 当初予定されていた青島は中止され年間15戦になり、最終戦オートスポーツ・スピードウェイでのレース距離が500マイル(250周)に延長された。[5]。

## 参戦チーム・ドライバー
- シャシーはダラーラのワンメイク。エアロパーツ等はレギュレーション上ダラーラ含め各社のものを取り付け可能であるため、『エアロ』と表記する。ただし上述のとおり、2012年は全チームダラーラで統一する。タイヤはファイアストンのワンメイク。
- インディ500に関わるエントリーについては、インディアナポリス・モータースピードウェイ公式発表のエントリーリストに基づき、一部下記外部リンクからの最新情報を加えている。

| チーム                                                                                 | エンジン          | No. | ドライバー                   | スポンサー | 出場ラウンド     | 備考 |
| -------------------------------------------------------------------------------------- | ----------------- | --- | ---------------------------- | --- | ---------------- | --- |
| A.J.フォイト・エンタープライズ                                                         | ホンダ            | 14  | マイク・コンウェイ           | ABCサプライ                                                                                                   | 1-14             | |
| A.J.フォイト・エンタープライズ                                                         | ホンダ            | 14  | ウェイド・カニンガム (R)     | ABCサプライ                                                                                                   | 15               | |
| A.J.フォイト・エンタープライズ                                                         | ホンダ            | 41  | ウェイド・カニンガム (R)     | ECat | 5                | カニンガムはインディ500に参戦 |
| アンドレッティ・オートスポーツ                                                         | シボレー          | 17  | セバスチャン・サーベドラ     | オートマティック・ファイア・スプリンクラーズ                                                                  | 5, 13, 15        | 1サーベドラは インディ500に参戦 （AFSレーシングとジョイント）                                                                            |
| アンドレッティ・オートスポーツ                                                         | シボレー          | 25  | アナ・ベアトリス             | Petroleo Ipiranga                                                                                             | 4-5              | 2ベアトリスはサンパウロ・ インディ500に参戦 （コンクエスト・レーシングと ジョイント）                                                    |
| アンドレッティ・オートスポーツ                                                         | シボレー          | 26  | マルコ・アンドレッティ       | ローヤルクラウン・コーラ                                                                                      | 全戦             | |
| アンドレッティ・オートスポーツ                                                         | シボレー          | 27  | ジェームズ・ヒンチクリフ     | GoDaddy.com                                                                                                   | 全戦             | |
| アンドレッティ・オートスポーツ                                                         | シボレー          | 28  | ライアン・ハンター＝レイ     | DHL / サン・ドロップ / サークルK                                                                              | 全戦             | |
| チップ・ガナッシ・レーシング                                                           | ホンダ            | 9   | スコット・ディクソン         | ターゲット | 全戦             | |
| チップ・ガナッシ・レーシング                                                           | ホンダ            | 10  | ダリオ・フランキッティ       | ターゲット | 1-4, 6-15        | 3フランキッティはインディ500のみ カーナンバー50で出走                                                                                    |
| チップ・ガナッシ・レーシング                                                           | ホンダ            | 50  | ダリオ・フランキッティ       | ターゲット | 5                | 3フランキッティはインディ500のみ カーナンバー50で出走                                                                                    |
| チップ・ガナッシ・レーシング                                                           | ホンダ            | 38  | グラハム・レイホール         | TBCリテール・グループ/NTBコーポレーション                                                                     | 全戦             | |
| チップ・ガナッシ・レーシング                                                           | ホンダ            | 83  | チャーリー・キンボール       | ノボ・ノルディスク                                                                                            | 1-11, 13-15      | 4 |
| チップ・ガナッシ・レーシング                                                           | ホンダ            | 83  | ジョルジオ・パンターノ (R)   | ノボ・ノルディスク                                                                                            | 12               | 4 |
| デイル・コイン・レーシング                                                             | ホンダ            | 18  | ジャスティン・ウィルソン     | Sonny's Real Pit Bar-B-Q / Acorn Stairlifts                                                                   | 全戦             | |
| デイル・コイン・レーシング                                                             | ホンダ            | 19  | ジェームズ・ジェイクス       | Acorn Stairlifts / ボーイスカウトアメリカ連盟                                                                 | 全戦             | |
| ドラゴン・レーシング                                                                   | ロータス シボレー | 6   | キャサリン・レッグ (R)       | トゥルーカー / ヴァージン・グループ / マカフィー                                                              | 1-5, 7-9, 13, 15 | 5 6ボーデはロード/ストリートとインディ500に、 レッグは開幕4戦・オーバルに参戦 エンジンはサンパウロまでロータス、 インディ500からシボレー |
| ドラゴン・レーシング                                                                   | ロータス シボレー | 7   | セバスチャン・ボーデ         | マカフィー / Bing / トゥルーカー                                                                              | 1-6, 10-14       | 5 6ボーデはロード/ストリートとインディ500に、 レッグは開幕4戦・オーバルに参戦 エンジンはサンパウロまでロータス、 インディ500からシボレー |
| ドレイヤー&レインボールド・レーシング パンサー / ドレイヤー&レインボールド・レーシング | ロータス シボレー | 22  | オリオール・セルビア         | テレムンド / チャーター・コミュニケーションズ / Mecum Auctions / サンドビック / Valspar / Hurco / TranSystems | 全戦             | 5 7エンジンはサンパウロまでロータス、 インディ500からシボレー （以降パンサー・レーシングとジョイント）                                   |
| エド・カーペンター・レーシング                                                         | シボレー          | 20  | エド・カーペンター           | ファジーズ・ウルトラ・プレミアム・ウォツカ / BevMo! / SONAX                                                   | 全戦             | |
| KVレーシング・テクノロジー                                                             | シボレー          | 5   | E.J.ヴィソ                   | シットゴー / PDVSA                                                                                            | 全戦             | |
| KVレーシング・テクノロジー                                                             | シボレー          | 8   | ルーベンス・バリチェロ       | Brasil Máquinas / Embrase / 現代重工業                                                                        | 全戦             | |
| KVレーシング・テクノロジー                                                             | シボレー          | 11  | トニー・カナーン             | GEICO / Mouser Electronics / Cerveja Itaipava                                                                 | 全戦             | |
| ロータス・ファン・フォース・ユナイテッド                                               | ロータス          | 64  | ジャン・アレジ (R)           | F.P.ジュルヌ                                                                                                  | 5                | インディ500に参戦 |
| ロータス・HVMレーシング                                                                | ロータス          | 78  | シモーナ・デ・シルベストロ   | Entergy | 全戦             | |
| パンサー・レーシング                                                                   | シボレー          | 4   | J.R.ヒルデブランド           | U.S.ナショナル・ガード                                                                                        | 全戦             | |
| レイホール・レターマン・ラニガン・レーシング                                           | ホンダ            | 15  | 佐藤琢磨                     | パナソニック / Mi-Jack                                                                                        | 全戦             | |
| レイホール・レターマン・ラニガン・レーシング                                           | ホンダ            | 30  | ミチェル・ジョルダインJr.    | オフィス・デポ・メキシコ                                                                                      | 5                | ジョルディンJr.はインディ500に参戦 |
| シュミット・ハミルトン・モータースポーツ                                               | ホンダ            | 77  | サイモン・パジェノ (R)       | ヒューレット・パッカード / Coastal.com                                                                        | 全戦             | |
| シュミット・ハミルトン・モータースポーツ                                               | ホンダ            | 99  | タウンゼント・ベル           | BraunAbility                                                                                                  | 5                | ベルはインディ500に参戦 |
| サラ・フィッシャー・ハートマン・レーシング                                             | ホンダ            | 39  | ブライアン・クロウソン (R)   | アンジーズ・リスト                                                                                            | 5                | クロウソンはインディ500に参戦 |
| サラ・フィッシャー・ハートマン・レーシング                                             | ホンダ            | 67  | ジョセフ・ニューガーデン (R) | ダイレクト・サプライ / ダラー・ジェネラル / アンジーズ・リスト                                                | 1-13, 15         | 9 |
| サラ・フィッシャー・ハートマン・レーシング                                             | ホンダ            | 67  | ブルーノ・ジュンケイラ       | ダイレクト・サプライ / ダラー・ジェネラル / アンジーズ・リスト                                                | 14               | 9 |
| チーム・バラクーダ - BHA                                                               | ロータス ホンダ   | 98  | アレックス・タグリアーニ     | バラクーダ・ネットワークス                                                                                    | 1-3, 5-15        | 5 8サンパウロは欠場 エンジンはロングビーチまで ロータス、 インディ500からホンダ                                                          |
| チーム・ペンスキー                                                                     | シボレー          | 2   | ライアン・ブリスコー         | アイゾッド / 日立製作所 / PPGインダストリーズ                                                                 | 全戦             | |
| チーム・ペンスキー                                                                     | シボレー          | 3   | エリオ・カストロネベス       | シェル / AAAインシュアランス / ペンスキー・トラック・レンタル                                                 | 全戦             | |
| チーム・ペンスキー                                                                     | シボレー          | 12  | ウィル・パワー               | ベライゾン・ワイヤレス                                                                                        | 全戦             | |

注
(R) - ルーキー
1.^ AFSレーシングとジョイント。
2.^ コンクエスト・レーシングとジョイント。
3.^ ダリオ・フランキッティはインディアナポリスでスポンサーのターゲットの50周年を記念した#50を使用。
4.^ チャーリー・キンボールは7月26日にミッドオハイオでのテスト中の事故で腕を骨折した。ジョルジオ・パンターノがキンボールに代わってミッドオハイオのレースに出場した。
5.^ チーム・バラクーダ - BHA、ドレイヤー&レインボールド・レーシング、ドラゴン・レーシングはインディ500の前にロータス・エンジンの使用を停止した。
6.^ ドラゴン・レーシングはインディ500以降は参戦体勢を1台に縮小した。エンジンサプライヤーのシボレーは2台にエンジンを供給することができなかった。ボーデはデトロイト、トロント、エドモントン、ミッドオハイオ、ソノマ、ボルチモアに参戦し、レッグはテキサス、ミルウォーキー、アイオワ、フォンタナに参戦した。
7.^ ドレイヤー&レインボールド・レーシングはインディ500の前にパンサー・レーシングと戦略的提携を結び、パンサーの2台目のシボレー・エンジンの契約を得た。
8.^ チーム・バラクーダ - BHAはインディ500の準備に集中するためサンパウロのレースを欠場した。
9.^ ジョセフ・ニューガーデンはソノマのレースで左の人差し指を骨折した。次戦のボルチモアでは彼に代わってブルーノ・ジュンケイラが出場した。

## レース結果
| Rd. | レース                 | ポールポジション | ファステストラップ | 最多ラップリード | 優勝者         | 優勝チーム       | レポート |
| --- | ---------------------- | ---------------- | ------------------ | ---------------- | -------------- | ---------------- | -------- |
| 1   | セントピーターズバーグ | パワー           | パワー             | ディクソン       | カストロネベス | ペンスキー       | Report   |
| 2   | バーバー               | カストロネベス   | パワー             | ディクソン       | パワー         | ペンスキー       | Report   |
| 3   | ロングビーチ           | ブリスコー       | カナーン           | パジェノ         | パワー         | ペンスキー       | Report   |
| 4   | サンパウロ             | パワー           | ニューガーデン     | パワー           | パワー         | ペンスキー       | Report   |
| 5   | インディ500            | ブリスコー       | アンドレッティ     | アンドレッティ   | フランキッティ | チップ・ガナッシ | Report   |
| 6   | デトロイト             | ディクソン       | ウィルソン         | ディクソン       | ディクソン     | チップ・ガナッシ | Report   |
| 7   | テキサス               | タグリアーニ     | ブリスコー         | ディクソン       | ウィルソン     | デイル・コイン   | Report   |
| 8   | ミルウォーキー         | フランキッティ   | ハンター＝レイ     | ハンター＝レイ   | ハンター＝レイ | アンドレッティ   | Report   |
| 9   | アイオワ               | フランキッティ   | カーペンター       | カストロネベス   | ハンター＝レイ | アンドレッティ   | Report   |
| 10  | トロント1              | フランキッティ   | ニューガーデン     | ハンター＝レイ   | ハンター＝レイ | アンドレッティ   | Report   |
| 11  | エドモントン1          | ハンター＝レイ   | ニューガーデン     | タグリアーニ     | カストロネベス | ペンスキー       | Report   |
| 12  | ミッドオハイオ1        | パワー           | セルビア           | パワー           | ディクソン     | チップ・ガナッシ | Report   |
| 13  | ソノマ1                | パワー           | ハンター＝レイ     | パワー           | ブリスコー     | ペンスキー       | Report   |
| 14  | ボルチモア1            | パワー           | パワー             | パワー           | ハンター＝レイ | アンドレッティ   | Report   |
| 15  | フォンタナ             | アンドレッティ   | フランキッティ     | カーペンター     | カーペンター   | カーペンター     | Report   |

注
1 カナダ以降、2009年から導入されていた「プッシュ・トゥ・パス」システムがオーバルコース以外で再導入される。

## シーズンの展開

### エンジン競争
エンジンはこの年より2.2L6気筒ターボエンジンに変更されたが、各マニュファクチャラーともに規定走行距離に満たない段階でのエンジン交換が多く見られた。トロントから導入された時間式プッシュ・トゥ・パスは、作動までにタイムラグを設けるなど、シーズン中に何度か仕様が変更された。
- ホンダ

3社の中で唯一シングルターボを採用するホンダは、A.J.フォイト・エンタープライズ、チップ・ガナッシ・レーシング、デイル・コイン・レーシング、レイホール・レターマン・ラニガン・レーシング、シュミット・モータースポーツ、サラ・フィッシャー・レーシングの6チームに供給され、第4戦サンパウロ以降はターボチャージャーのハウジングを変更した改良型を導入した。シングルターボの低燃費は高速オーバルで有効に働き、インディ500(フランキッティ)と第7戦テキサス(ウィルソン)で優勝、最終戦フォンタナで2-3フィニッシュ(2位：フランキッティ、3位：ディクソン)を挙げた。しかしロード/ストリートでは2勝(デトロイト、ミッドオハイオ)に終わり、通算4勝でマニュファクチャラーズチャンピオンシップ2位を獲得した。
- シボレー

7年ぶりにインディカー・シリーズに復帰したシボレーは、アンドレッティ・オートスポーツ、エド・カーペンター・レーシング、KVレーシング・テクノロジー、パンサー・レーシング、チーム・ペンスキーの5チームに供給されると序盤から速さを見せ、チーム・ペンスキーは開幕から4戦連続でポールポジションと優勝を獲得した。記録的暑さの中で決勝が行われたインディ500では、ツインターボに負担がかかり性能低下が見られたが、その後のレースではコース種別を問わず高い性能を発揮し、第13戦ソノマでマニュファクチャラーズタイトル獲得を決めた。
- ロータス

新規参入のロータスは、ドラゴン・レーシング、ドレイヤー＆レインボールド・レーシング、ブライアン・ハータ・オートスポーツ、HVMレーシングの4チームに供給されたが、シーズンを通して他の2社に大きく劣る性能だった。また、供給チームがシーズン序盤に次々と離れていき、インディ500以降の供給先はHVMレーシングのデ・シルベストロと、インディ500にスポット参戦したファン・フォース・ユナイテッドのアレジのみとなった。インディ500ではあまりにも遅すぎてデ・シルベストロとアレジが10ラップでレースから除外される等苦杯をなめ、ソノマから改良型を投入するも成績は上がらず、マニュファクチャラーズチャンピオンシップでも2社を大きく下回るポイントで3位に終わった。ロータスはこの年限りでインディカー・シリーズから撤退した。

### ドライバー
- ウィル・パワー(アラバマ、ロングビーチ、サンパウロ)とライアン・ハンター＝レイ(ミルウォーキー、アイオワ、トロント)が3連勝を達成した。これは2007年のスコット・ディクソン以来であり、シーズン中に2度の3連勝が達成されるのは初めてのことであった。
- インディ500はダリオ・フランキッティが史上7人目となる3度目の優勝を達成した。
- ジャスティン・ウィルソンがテキサスにて2009年以来3年ぶりに優勝した。彼にとってこれがオーバル初優勝である。また、エド・カーペンターがフォンタナで自身2勝目、チーム創設後初優勝を挙げた。
- サイモン・パジェノ(ロングビーチ)、チャーリー・キンボール(トロント)、佐藤琢磨(エドモントン)の3人がキャリア最高位となる2位表彰台を獲得した。また、ジェームズ・ヒンチクリフもアイオワで3位表彰台を獲得し、計4人がキャリア初表彰台を獲得した。
- ドライバーズチャンピオンはライアン・ハンター＝レイが獲得、彼はサム・ホーニッシュ・ジュニア以来のアメリカ人チャンピオンとなった。A.J.フォイトトロフィー(オーバル最優秀賞)はハンター=レイ、マリオ・アンドレッティトロフィー(ロード/ストリート最優秀賞)はパワーが獲得した。パワーはこれが3年連続の受賞となった。ルーキー・オブ・ザ・イヤーはパジェノが獲得、彼は総合でも5位を獲得し、ルーキードライバーによる年間最上位記録を更新した。(以前の最上位は、2001年にフェリペ・ジアフォーネが獲得した6位)

### レースリポート
- デトロイトでは路面の溝を補修していた部分の一部がレース走行中に剥がれ落ち、剥がれ落ちた破片に足をとられたヒンチクリフ、佐藤がクラッシュしリタイヤした。レースはこれを緊急補修するために約2時間赤旗中断となり、90周のレースが60周に短縮された。
- 前年の死亡事故を受け、オーバル戦ではダウンフォース量が削減された。
- エドモントン、ミッドオハイオでは2戦連続でノーコーションレースになった。
- フォンタナでは「残り周回数が少ない段階でフルコースコーションが発動した場合、そのままレースを終了せずレッドフラッグによってレースを中断、1周のフォーメーションラップを経てレースを再開する」という新ルールが適応された。これは元々2013年より導入される予定のルールだったが、242周目にトニー・カナーンがクラッシュした際に急遽前倒しで発動された。

## ポイントランキング

### ドライバー
| 1    | ライアン・ハンター＝レイ   | 3   | 12  | 6   | 2   | 3    | 27  | 7   | 21  | 1*  | 1   | 1*  | 7   | 24  | 18  | 1   | 4   | 468      |
| 2    | ウィル・パワー             | 7   | 1   | 1   | 1*  | 5    | 28  | 4   | 8   | 12  | 23  | 15  | 3   | 2*  | 2*  | 6*  | 24  | 465      |
| 3    | スコット・ディクソン       | 2*  | 2*  | 23  | 17  | 15   | 2   | 1*  | 18* | 11  | 4   | 25  | 10  | 1   | 13  | 4   | 3   | 435      |
| 4    | エリオ・カストロネベス     | 1   | 3   | 13  | 4   | 6    | 10  | 17  | 7   | 6   | 6*  | 6   | 1   | 16  | 6   | 10  | 5   | 431      |
| 5    | サイモン・パジェノ         | 6   | 5   | 2*  | 12  | 23   | 16  | 3   | 6   | 13  | 5   | 12  | 20  | 3   | 7   | 3   | 15  | 387      |
| 6    | ライアン・ブリスコー       | 5   | 14  | 7   | 25  | 1    | 5   | 16  | 3   | 14  | 18  | 19  | 8   | 7   | 1   | 2   | 17  | 370      |
| 7    | ダリオ・フランキッティ     | 13  | 10  | 15  | 5   | 16   | 1   | 2   | 14  | 19  | 25  | 17  | 6   | 17  | 3   | 13  | 2   | 363      |
| 8    | ジェームズ・ヒンチクリフ   | 4   | 6   | 3   | 6   | 2    | 6   | 21  | 4   | 3   | 17  | 22  | 12  | 5   | 26  | 15  | 13  | 358      |
| 9    | トニー・カナーン           | 25  | 21  | 4   | 13  | 8    | 3   | 6   | 11  | 2   | 3   | 4   | 18  | 6   | 10  | 20  | 18  | 351      |
| 10   | グラハム・レイホール       | 12  | 4   | 24  | 16  | 12   | 13  | 19  | 2   | 9   | 9   | 23  | 4   | 11  | 5   | 11  | 6   | 333      |
| 11   | J.R.ヒルデブランド         | 19  | 15  | 5   | 7   | 18   | 14  | 14  | 5   | 22  | 22  | 7   | 21  | 9   | 8   | 12  | 11  | 294      |
| 12   | ルーベンス・バリチェロ     | 17  | 8   | 9   | 10  | 10   | 11  | 25  | DNS | 10  | 7   | 11  | 13  | 15  | 4   | 5   | 22  | 289      |
| 13   | オリオール・セルビア       | 16  | 13  | 16  | 11  | 27   | 4   | 5   | 20  | 4   | 21  | 5   | 24  | 25  | 19  | 7   | 19  | 287      |
| 14   | 佐藤琢磨                   | 22  | 24  | 8   | 3   | 19   | 17  | 20  | 22  | 20  | 12  | 9   | 2   | 13  | 27  | 21  | 7   | 281      |
| 15   | ジャスティン・ウィルソン   | 10  | 19  | 10  | 22  | 21   | 7   | 22  | 1   | 23  | 10  | 21  | 9   | 18  | 11  | 17  | 23  | 278      |
| 16   | マルコ・アンドレッティ     | 14  | 11  | 25  | 14  | 4    | 24* | 11  | 17  | 15  | 2   | 16  | 14  | 8   | 25  | 14  | 8   | 278      |
| 17   | アレックス・タグリアーニ   | 15  | 26  | 21  |     | 11   | 12  | 10  | 9   | 7   | 16  | 10  | 5*  | 10  | 9   | 8   | 20  | 272      |
| 18   | エド・カーペンター         | 18  | 22  | 14  | 21  | 28   | 21  | 12  | 12  | 8   | 8   | 18  | 22  | 22  | 20  | 25  | 1*  | 261      |
| 19   | チャーリー・キンボール     | 9   | 25  | 18  | 8   | 14   | 8   | 8   | 23  | 17  | 11  | 2   | 19  |     | 21  | 18  | 10  | 260      |
| 20   | E.J.ヴィソ                 | 8   | 18  | 12  | 9   | 9    | 18  | 18  | 19  | 5   | 24  | 20  | 16  | 20  | 16  | 9   | 25  | 244      |
| 21   | マイク・コンウェイ         | 20  | 7   | 22  | 19  | 29   | 29  | 9   | 16  | 16  | 20  | 3   | 11  | 21  | 14  | 16  |     | 233      |
| 22   | ジェームズ・ジェイクス     | 26  | 16  | 11  | 15  | 17   | 15  | 23  | 10  | 21  | 13  | 8   | 25  | 19  | 12  | 24  | 12  | 232      |
| 23   | ジョセフ・ニューガーデン   | 11  | 17  | 26  | 23  | 7    | 25  | 15  | 13  | 25  | 19  | 13  | 17  | 12  | 23  |     | 16  | 200      |
| 24   | シモーナ・デ・シルベストロ | 24  | 20  | 20  | 24  | 32   | 32  | 13  | DNS | 24  | 14  | 24  | 23  | 23  | 17  | 22  | 26  | 182      |
| 25   | セバスチャン・ボーデ       | 21  | 9   | 17  | 18  | 25   | 20  | 24  |     |     |     | 14  | 15  | 4   | 22  | 23  |     | 173      |
| 26   | キャサリン・レッグ         | 23  | 23  | 19  | 26  | 30   | 22  |     | 15  | 18  | 15  |     |     |     | 24  |     | 9   | 137      |
| 27   | セバスチャン・サーベドラ   |     |     |     |     | 24   | 26  |     |     |     |     |     |     |     | 15  |     | 21  | 41       |
| 28   | ウェイド・カニンガム       |     |     |     |     | 26   | 31  |     |     |     |     |     |     |     |     |     | 14  | 29       |
| 29   | アナ・ベアトリス           |     |     |     | 20  | 13   | 23  |     |     |     |     |     |     |     |     |     |     | 28       |
| 30   | タウンゼント・ベル         |     |     |     |     | 20   | 9   |     |     |     |     |     |     |     |     |     |     | 26       |
| 31   | ジョルジオ・パンターノ     |     |     |     |     |      |     |     |     |     |     |     |     | 14  |     |     |     | 16       |
| 32   | ミチェル・ジョルディンJr.  |     |     |     |     | 22   | 19  |     |     |     |     |     |     |     |     |     |     | 16       |
| 33   | ブライアン・クロウソン     |     |     |     |     | 31   | 30  |     |     |     |     |     |     |     |     |     |     | 13       |
| 34   | ジャン・アレジ             |     |     |     |     | 33   | 33  |     |     |     |     |     |     |     |     |     |     | 13       |
| 35   | ブルーノ・ジュンケイラ     |     |     |     |     |      |     |     |     |     |     |     |     |     |     | 19  |     | 12       |
| 順位 | ドライバー                 | STP | ALA | LBH | SAO | QL   | 500 | DET | TEX | MIL | IOW | TOR | EDM | MDO | SNM | BAL | FON | ポイント |
| 順位 | ドライバー                 | STP | ALA | LBH | SAO | INDY |     | DET | TEX | MIL | IOW | TOR | EDM | MDO | SNM | BAL | FON | ポイント |

| 色     | 結果                |
| ------ | ------------------- |
| 金色   | 優勝                |
| 銀色   | 2位                 |
| 銅色   | 3位                 |
| 緑     | 4位・5位            |
| 水色   | 6位-10位            |
| 青灰色 | 完走 (11位以下)     |
| 紫     | リタイヤ            |
| 赤     | 予選落ち (DNQ)      |
| 茶色   | 撤退 (Wth)          |
| 黒     | 失格 (DSQ)          |
| 白     | スタートせず (DNS)  |
| 空欄   | 欠場 (DNP)          |
| 空欄   | エントリーせず      |
| C      | レース中止 (CANCEL) |

| 注釈など             |                                                                                               |
| 太字                 | ポールポジション （1ポイント） インディ500を除く                                              |
| 斜字                 | ファステストラップ                                                                            |
| *                    | 最多リードラップ (2ポイント)                                                                  |
| DNS                  | Any driver who qualifies but does not start (DNS), earns half the points had they taken part. |
| ルーキーオブザイヤー |                                                                                               |
| ルーキー             |                                                                                               |

| 色     | 結果                |
| ------ | ------------------- |
| 金色   | 優勝                |
| 銀色   | 2位                 |
| 銅色   | 3位                 |
| 緑     | 4位・5位            |
| 水色   | 6位-10位            |
| 青灰色 | 完走 (11位以下)     |
| 紫     | リタイヤ            |
| 赤     | 予選落ち (DNQ)      |
| 茶色   | 撤退 (Wth)          |
| 黒     | 失格 (DSQ)          |
| 白     | スタートせず (DNS)  |
| 空欄   | 欠場 (DNP)          |
| 空欄   | エントリーせず      |
| C      | レース中止 (CANCEL) |

| 注釈など             |                                                                                               |
| 太字                 | ポールポジション （1ポイント） インディ500を除く                                              |
| 斜字                 | ファステストラップ                                                                            |
| *                    | 最多リードラップ (2ポイント)                                                                  |
| DNS                  | Any driver who qualifies but does not start (DNS), earns half the points had they taken part. |
| ルーキーオブザイヤー |                                                                                               |
| ルーキー             |                                                                                               |

| 順位                    | 1  | 2  | 3  | 4  | 5  | 6  | 7  | 8  | 9  | 10 | 11 | 12 | 13 | 14 | 15 | 16 | 17 | 18 | 19 | 20 | 21 | 22 | 23 | 24 | 25 | 26 | 27 | 28 | 29 | 30 | 31 | 32 | 33 |
| ----------------------- | -- | -- | -- | -- | -- | -- | -- | -- | -- | -- | -- | -- | -- | -- | -- | -- | -- | -- | -- | -- | -- | -- | -- | -- | -- | -- | -- | -- | -- | -- | -- | -- | -- |
| ポイント                | 50 | 40 | 35 | 32 | 30 | 28 | 26 | 24 | 22 | 20 | 19 | 18 | 17 | 16 | 15 | 14 | 13 | 12 | 12 | 12 | 12 | 12 | 12 | 12 | 10 | 10 | 10 | 10 | 10 | 10 | 10 | 10 | 10 |
| インディ500予選ポイント | 15 | 13 | 12 | 11 | 10 | 9  | 8  | 7  | 6  | 4  | 4  | 4  | 4  | 4  | 4  | 4  | 4  | 4  | 4  | 4  | 4  | 4  | 4  | 4  | 3  | 3  | 3  | 3  | 3  | 3  | 3  | 3  | 3  |

- インディ500での予選ポイントはドライバーのパフォーマンスに与えられる。
- 同ポイントの場合は勝利数、以下2位入賞回数、3位入賞回数、その他で比較され、それでも決まらない場合はポールポジション獲得回数、予選2位回数、その他で比較される。

### マニファクチャラー
| 順位     | マニファクチャラー | STP | ALA | LBH | SAO | INDY | DET | TEX | MIL | IOW | TOR | EDM | MDO | SNM | BAL | FON | ポイント |
| -------- | ------------------ | --- | --- | --- | --- | ---- | --- | --- | --- | --- | --- | --- | --- | --- | --- | --- | -------- |
| 1        | シボレー           | 1   | 1   | 1   | 1   | 3    | 4   | 3   | 1   | 1   | 1   | 1   | 2   | 1   | 1   | 1   | 123      |
| 2        | ホンダ             | 2   | 2   | 2   | 3   | 1    | 1   | 1   | 7   | 4   | 2   | 2   | 1   | 3   | 3   | 2   | 102      |
| 3        | ロータス           | 15  | 9   | 16  | 11  | 32   | 13  | DNS | 24  | 14  | 24  | 23  | 23  | 17  | 22  | 26  | 60       |
| ポイント | マニファクチャラー | STP | ALA | LBH | SAO | INDY | DET | TEX | MIL | IOW | TOR | EDM | MDO | SNM | BAL | FON | ポイント |

| 色 | 結果 | ポイント |
| -- | ---- | -------- |
| 金 | 1位  | 9        |
| 銀 | 2位  | 6        |
| 銅 | 3位  | 4        |

- マニファクチャラーズ・タイトルのポイントは各マニファクチャラーの内で最上位の車両に与えられる[14]。